# パンパ・エルモサ
パンパ・エルモサ（Pampa_Hermosa_District,_Satipo）とは、ペルーのサティポ州にある、1965年3月26日に設定された8つの地区の一つ。公用語はチャミクロ語。